# Firmiana major
Firmiana major é uma espécie de angiospérmica da família Sterculiaceae.
Apenas pode ser encontrada na seguinte região: Yunnan (China).
Está ameaçada por perda de habitat.